# Homo eroticus
Les Aventures galantes d'un mâle hors série
Pour plus de détails, voir Fiche technique et Distribution.
Homo eroticus, sous-titré Les Aventures galantes d'un mâle hors série, est une comédie érotique italienne en coproduction française réalisée par Marco Vicario et sortie en 1971.
Avec 5,4 millions de spectateurs, le film se place 13e du palmarès 1971-72 des meilleurs entrées en Italie.

## Synopsis
Michele Cannaritta est un Sicilien d'origine qui s'est installé à Bergame, apparemment à la recherche d'un emploi. En réalité, il a été chassé de l'île pour sa libido sexuelle insatiable. Engagé comme majordome et chauffeur par la famille Lampugnani, son employeur le fait examiner par un médecin, qui découvre la particularité physique de Michele : le triorchidisme, ou le fait de posséder trois testicules.
La nouvelle se répand comme une traînée de poudre en ville, parmi les amis et les connaissances de la famille Lampugnani. Michele peut ainsi satisfaire son appétit sexuel avec une série de dames de la haute société bergamasque, non sans quelques problèmes et à l'embarras de beaucoup.
Fatiguée par les ragots et les insinuations constants de ses amis, Mme Lampugnani renvoie Michele. L'homme s'installe dans la maison de Carla, une de ses amies, mais ce ne sera pas son dernier déménagement.

## Fiche technique
- Titre original italien : Homo eroticus[1]
- Titre français : Homo eroticus, sous-titré Les Aventures galantes d'un mâle hors série ou Les Performances amoureuses du Sicilien[2]
- Réalisateur : Marco Vicario
- Scénario : Marco Vicario, Piero Chiara
- Photographie : Tonino Delli Colli
- Montage : Sergio Montanari
- Musique : Armando Trovajoli
- Décors : Flavio Mogherini
- Costumes : Lucia Mirisola
- Maquillage : Grazia De Rossi, Renzo Francioni, Maria Miccinilli, Michele Trimarchi
- Production : Marco Vicario, François Chavane, Georges Roitfeld
- Sociétés de production : Atlantica Cinematografica, Les Productions Roitfeld, Optimax Film
- Pays de production :  Italie •  France
- Langue originale : italien
- Format : couleur par Technicolor - 2,35:1 - Son mono - 35 mm
- Durée : 115 minutes
- Genre : comédie érotique italienne
- Dates de sortie :
  - Italie : 15 septembre 1971
  - France : 3 mai 1972

## Distribution
- Rossana Podestà : Cocò Lampugnani
- Lando Buzzanca : Michele Cannaritta
- Luciano Salce : Achille Lampugnani
- Adriana Asti : Agnese Trescori
- Ira von Fürstenberg : la femme de Mezzini
- Bernard Blier : Dr Mezzini
- Sylva Koscina : Carla
- Evi Marandi : Giusy
- Brigitte Skay : serveuse
- Angela Luce : serveuse
- Femi Benussi : Ersilia
- Sandro Dori : Ambrogio
- Simonetta Stefanelli : la fille de Tano
- Michele Cimarosa : Tano Fichera
- Nanni Svampa : chanteur
- Lino Patruno : Bestetti
- Pietro De Vico : guide de musée
- Margherita Horowitz : l'amie de Cocò
- Shirley Corrigan : l'amie de Cocò
- Paola Tedesco : amie de Coco
- Catherine Diamant : amie de Coco
- Pia Giancaro : amie de Coco
- Ugo Fangareggi : chauffeur de taxi
- Greta Vaillant : l'amie de Cocò
- Jacques Herlin : Professeur Godè
- Federico Pietrabruna : la connaissance d'Achille
- Sergio Serafini : la connaissance d'Achille
- Bruno Boschetti : le compagnon de Tano
- Piero Chiara : préteur
- Filippo De Gara : médecin Merigi